# Jens Bögvad
Jens Emil Alfred Bögvad, född 11 februari 1916 i Danmark , död 16 juli 1970 i Op Blue i Egypten , var en svensk militär.

## Biografi
Bögvad blev från Hallands regemente antagen till 1938–1940 års officerskurs.  Han utnämndes till fänrik 1939 . Han deltog i den Svenska frivilligkåren under Vinterkriget som plutonchef i 16. självständiga jägarkompaniet som organiserades av den svenske kaptenen Gösta Wetterhall . Bögvad befordrades till kapten 1948 vid Hallands regemente. Efter att ha varit aspirant vid generalstabskåren 1951–1952  blev Bögvad lärare i krigskonst vid Krigsskolan 1952 .  Han utnämndes till major 1961 och tjänstgjorde vid försvarsområdestaben i Kalix försvarsområde . Åren 1962–1966 var han skolchef vid Arméns jägarskola; han efterträdde då sin kamrat Sven Körlof från vinterkriget. Han utbildades till FN-observatör under 1965 och tjänstgjorde redan samma år i Palestina . För 1970–1971 ställdes Bögvad till förfogande till FN som observatör.. Han avled 1970 av de skador han ådrog sig i en eldstrid vid Suez-kanalen. Bögvad är begravd på Slättåkra Kyrkogård, Södra Halland.     